# Suore di Nostra Signora del Buon Soccorso (Lione)
Le Suore di Nostra Signora del Buon Soccorso (in francese Sœurs de Notre-Dame du Bon Secours de Lyon) sono un istituto religioso femminile di diritto pontificio.

## Storia
Le origini della congregazione risalgono alla comunità di religiose che prestava servizio presso l'Hôtel-Dieu di Lione sotto la guida del sacerdote Philéas Jaricot. Quando gli amministratori dell'Hôtel-Dieu decisero di chiudere il noviziato e di porre le sottoporre le suore a superiori civili, nel 1831 le religiose lasciarono l'istituto e vennero accolte presso famiglie della zona.
Il loro cappellano, Gabriel, succeduto a Jaricot, pensò di impiegare le suore iniziare una nuova famiglia religiosa dedita alla cura dei malati a domicilio: la congregazione fu fondata a Lione il 29 gennaio 1835 da cinque religiose dell'Hôtel-Dieu e la prima superiora generale fu Etiennette Chavent.
Nel 1840 fu nominato superiore ecclesiastico delle suore Jean-Claude Colin; madre Chavent, aiutata dal gesuita Balandret, redasse le costituzioni dell'istituto, basate su quelle della Compagnia di Gesù.
L'istituto ricevette il pontificio decreto di lode il 24 settembre 1891 e le sue costituzioni ottennero l'approvazione definitiva il 1º ottobre 1943.

## Attività e diffusione
Le suore si dedicano al servizio dei malati a domicilio e in ospizi e ospedali.
Sono presenti in Francia e in Svizzera; la sede generalizia è a Lione.
Alla fine del 2015 l'istituto contava 17 religiose in 4 case.